# NGC 4402
NGC 4402 est une galaxie spirale rapprochée, vue par la tranche et située dans la constellation de la Vierge. NGC 4402 a été découverte par l'astronome allemand Arthur Auwers en 1862.

## Caractéristiques
La classe de luminosité de NGC 4402 est II et elle présente une large raie HI. Elle renferme également des régions d'hydrogène ionisé. 

### Distance
Sa vitesse par rapport au fond diffus cosmologique est de 567 ± 23 km/s, ce qui correspond à une distance de Hubble de 8,36 ± 0,68 Mpc (∼27,3 millions d'al).
La vitesse radiale de 237 km/s de cette galaxie est trop faible pour qu'on puisse lui appliquer la loi de Hubble-Lemaître. Cependant, 14 mesures non basées sur le décalage vers le rouge (redshift) ont été réalisées. Le résultat de ces mesures donnent une distance de 14,871 ± 3,829 Mpc (∼48,5 millions d'al). Notons que c'est avec la valeur moyenne des mesures indépendantes, lorsqu'elles existent, que la base de données NASA/IPAC calcule le diamètre d'une galaxie.

### Luminosité dans l'infrarouge
La luminosité de la galaxie NGC 4402 dans l'infrarouge lointain (de 40 à 400 µm)  est égale à 4,79 × 109 {\displaystyle L_{\odot }} (109,68{\displaystyle L_{\odot }}) et sa luminosité totale dans l'infrarouge (de 8 à 1 000 µm) est de 6,03 × 109 {\displaystyle L_{\odot }} (109,78{\displaystyle L_{\odot }}).

### Morphologie
NGC 4402 a été utilisée par Gérard de Vaucouleurs comme une galaxie de type morphologique Sb sp pec dans son atlas des galaxies,.

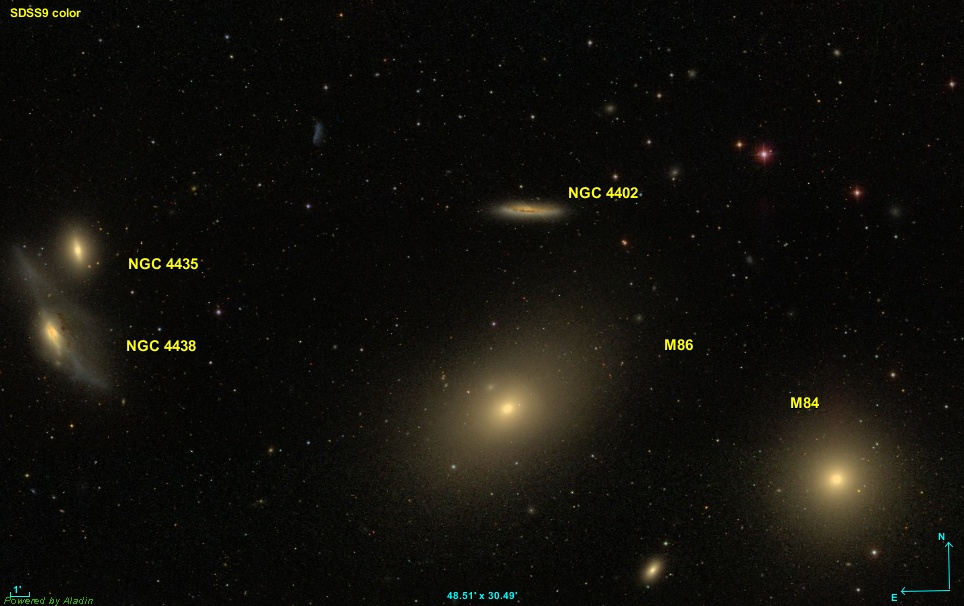
NGC 4402 est situé au nord de M86, l'une des huit galaxies de la chaîne de Markarian.
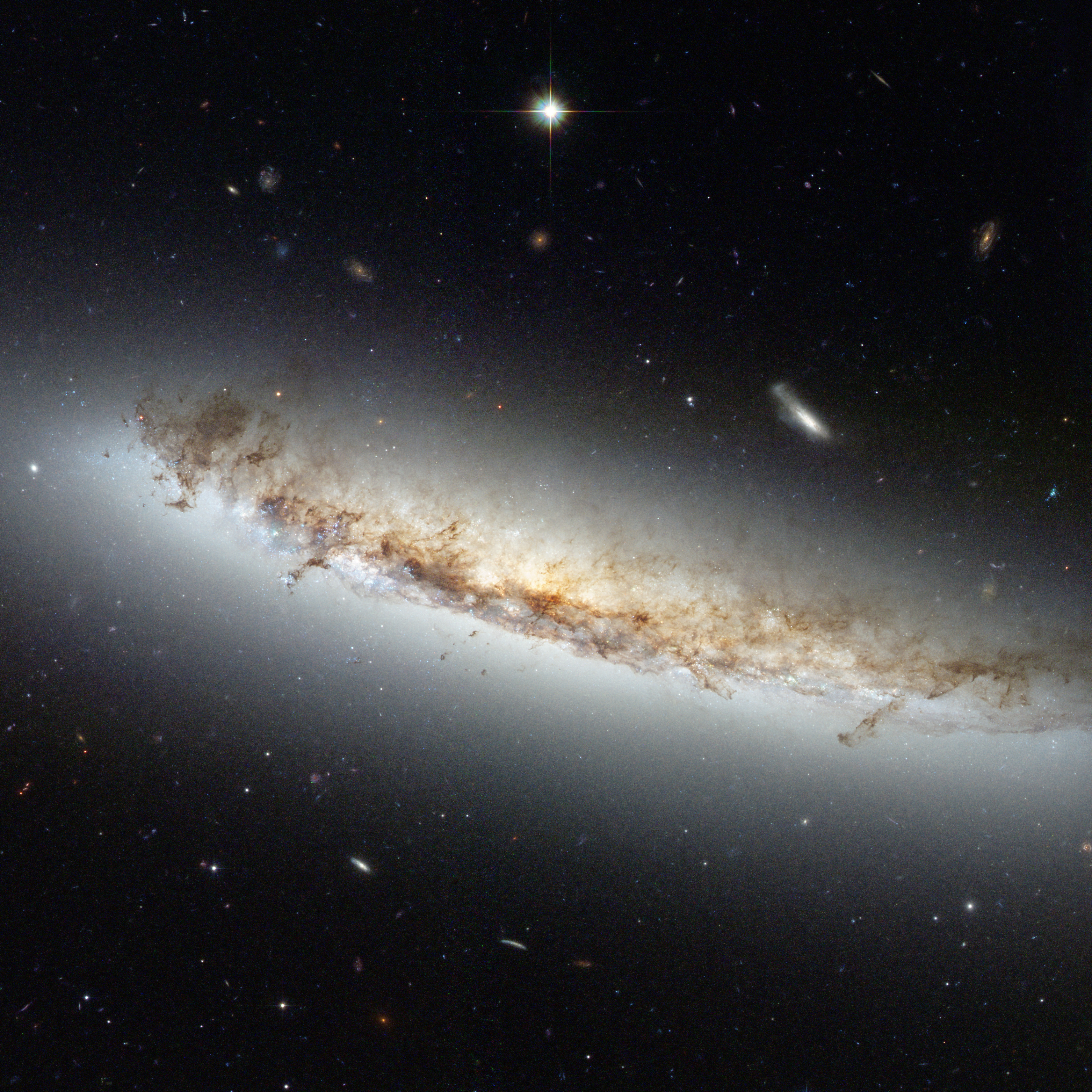
NGC 4402 par lle télescope spatial Hubble.

## Supernova
La supernova SN 1976B a été découverte dans NGC 4402 le 28 mars 1976 l'astronome hongrois Miklós Lovas. Cette supernova était de type I.  

## Groupe de M60 et l'amas de la Vierge
NGC 4402 apparait dans une liste de 227 galaxies d'un article publié par Abraham Mahtessian. Cette liste comporte plus de 200 galaxies du New General Catalogue et une quinzaine de galaxies de l'Index Catalogue. On retrouve dans cette liste 11 galaxies du Catalogue de Messier, soit M49, M58, M60, M61, M84, M85, M87, M88, M91, M99 et M100.
Toutes les galaxies de la liste de Mahtessian ne constituent pas réellement un groupe de galaxies. Ce sont plutôt plusieurs groupes de galaxies qui font tous partie d'un amas galactique, l'amas de la Vierge. Pour éviter la confusion avec l'amas de la Vierge, on peut donner le nom de groupe de M60 à cet ensemble de galaxies, car c'est l'une des plus brillantes de la liste. L'amas de la Vierge est en effet beaucoup plus vaste et compterait environ 1300 galaxies, et possiblement plus de 2000, situées au cœur du superamas de la Vierge, dont fait partie le Groupe local,.
De nombreuses galaxies de la liste de Mahtessian se retrouvent dans onze groupes décrits dans un article d'A.M. Garcia, soit le groupe de NGC 4123 (7 galaxies), le groupe de NGC 4261 (13 galaxies), le groupe de NGC 4235 (29 galaxies), le groupe de M88 (13 galaxies, M88 = NGC 4501), le groupe de NGC 4461 (9 galaxies), le groupe de M61 (32 galaxies, M61 = NGC 4303), le groupe de NGC 4442 (13 galaxies), le groupe de M87 (96 galaxies, M87 = NGC 4486), le groupe de M49 (127 galaxies, M49 = NGC 4472), le groupe de NGC 4535 (14 galaxies) et le groupe de NGC 4753 (15 galaxies). Ces onze groupes font partie de l'amas de la Vierge et ils renferment 396 galaxies. Certaines galaxies de la liste de Mahtessian ne figurent cependant dans aucun des groupes de Garcia et vice versa.